# Japonsko na Letních olympijských hrách 1976
Japonsko se účastnilo Letní olympiády 1976 v kanadském Montréalu. Zastupovalo ho 213 sportovců (153 mužů a 60 žen) ve 20 sportech.

## Medailisté
| Medaile | Jméno | Sport                | Soutěž                       |
| ------- | --- | -------------------- | ---------------------------- |
| Zlato   | Micuo Cukahara | Sportovní gymnastika | Muži hrazda                  |
| Zlato   | Sawao Kató | Sportovní gymnastika | Muži bradla                  |
| Zlato   | Šun Fudžimoto Sawao Kató Hiroši Kadžijama Micuo Cukahara Eizo Kenmocu | Sportovní gymnastika | Družstvo mužů                |
| Zlato   | Isamu Sonoda | Judo                 | Muži do 80 kg                |
| Zlato   | Kazuhiro Ninomija | Judo                 | Muži do 93 kg                |
| Zlato   | Haruki Uemura | Judo                 | Muži bez rozdílu hmotnosti   |
| Zlato   | Júko Arakidaová Takako Iidaová Kacuko Kanesakaová Kijomi Katóová Ečiko Maedaová Noriko Macudaová Mariko Okamotová Takako Širaiová Šóko Takajanagiová Hiromi Janová Džuri Jokojamaová Mariko Jošidaová | Volejbal             | turnaj žen                   |
| Zlato   | Júdži Takada | Zápas                | muži, volný styl do 52 kg    |
| Zlato   | Džiičiró Date | Zápas                | muži, volný styl do 74 kg    |
| Stříbro | Hiroši Mičinaga | Lukostřelba          | Muži jednotlivci             |
| Stříbro | Sawao Kató | Sportovní gymnastika | Muži víceboj – jednotlivci   |
| Stříbro | Eizo Kenmocu | Sportovní gymnastika | Muži kůň našíř               |
| Stříbro | Micuo Cukahara | Sportovní gymnastika | Muži přeskok                 |
| Stříbro | Eizo Kenmocu | Sportovní gymnastika | Muži hrazda                  |
| Stříbro | Kódži Kuramoto | Judo                 | Muži do 70 kg                |
| Bronz   | Micuo Cukahara | Sportovní gymnastika | Muži víceboj – jednotlivci   |
| Bronz   | Micuo Cukahara | Sportovní gymnastika | Muži bradla                  |
| Bronz   | Hiroši Kadžijama | Sportovní gymnastika | Muži přeskok                 |
| Bronz   | Sumio Endó | Judo                 | Muži nad 93 kg               |
| Bronz   | Kenkiči Andó | Vzpírání             | Muži bantamová váha do 56 kg |
| Bronz   | Kazumasa Hirai | Vzpírání             | Muži pérová váha do 60 kg    |
| Bronz   | Kóičiró Hirajama | Zápas                | muži, řecko-římský do 52 kg  |
| Bronz   | Akira Kudo | Zápas                | muži, volný styl do 48 kg    |
| Bronz   | Masao Arai | Zápas                | muži, volný styl do 57 kg    |
| Bronz   | Jasaburó Sugawara | Zápas                | muži, volný styl do 68 kg    |